# Pic du Sind
Dendrocopos assimilis
Espèce
Répartition géographique
Statut de conservation UICN

 LC  : Préoccupation mineure
Le Pic du Sind (Dendrocopos assimilis) est une espèce d'oiseau de la famille des Picidae, dont l'aire de répartition s'étend sur l'Iran, le Pakistan et l'Inde,
C'est une espèce monotypique.